# Regionalwahl im Aostatal 2013
- M5S: 2
- PD: 3
- ALPE: 5
- UVP: 7
- UV: 13
- SA: 5

Die Regionalwahl im Aostatal 2013 fand am 26. Mai statt.

## Ergebnis
| Listen                                      | Listen                        | Stimmen | %    | Mandate |
| ------------------------------------------- | ----------------------------- | ------- | ---- | ------- |
|                                             | Union Valdôtaine              | 24.121  | 33,5 | 7       |
| Stella Alpina – Lega Nord                   | 8.824                         | 12,2    | 5    |         |
| Fédération Autonomiste – Unione di Centro   | 1.572                         | 2,2     | 0    |         |
| ↳ Gesamt                                    | 34.517                        | 47,9    | 12   |         |
|                                             | Union Valdôtaine Progressiste | 13.843  | 19,2 | 7       |
| Autonomie, Liberté, Participation, Écologie | 8.943                         | 12,4    | 5    |         |
| Partito Democratico                         | 6.401                         | 8,9     | 3    |         |
| ↳ Gesamt                                    | 29.187                        | 40,5    | 15   |         |
|                                             | Movimento 5 Stelle            | 4.773   | 6,6  | 2       |
|                                             | Il Popolo della Libertà       | 2.960   | 4,1  | –       |
|                                             | Legalità Autonomia e Libertà  | 622     | 0,9  | –       |
| Gesamt                                      | Gesamt                        | 72.059  | 100  | 35      |
|                                             |                               |         |      |         |
| Ungültige Stimmen                           | Ungültige Stimmen             | 2.896   | –    |         |
| Wähler                                      | Wähler                        | 74.955  | 72,7 |         |
| Wahlberechtigte                             | Wahlberechtigte               | 103.122 |      |         |
|                                             |                               |         |      |         |
| Quelle: Regionalregierung                   |                               |         |      |         |